# Educação para a paz

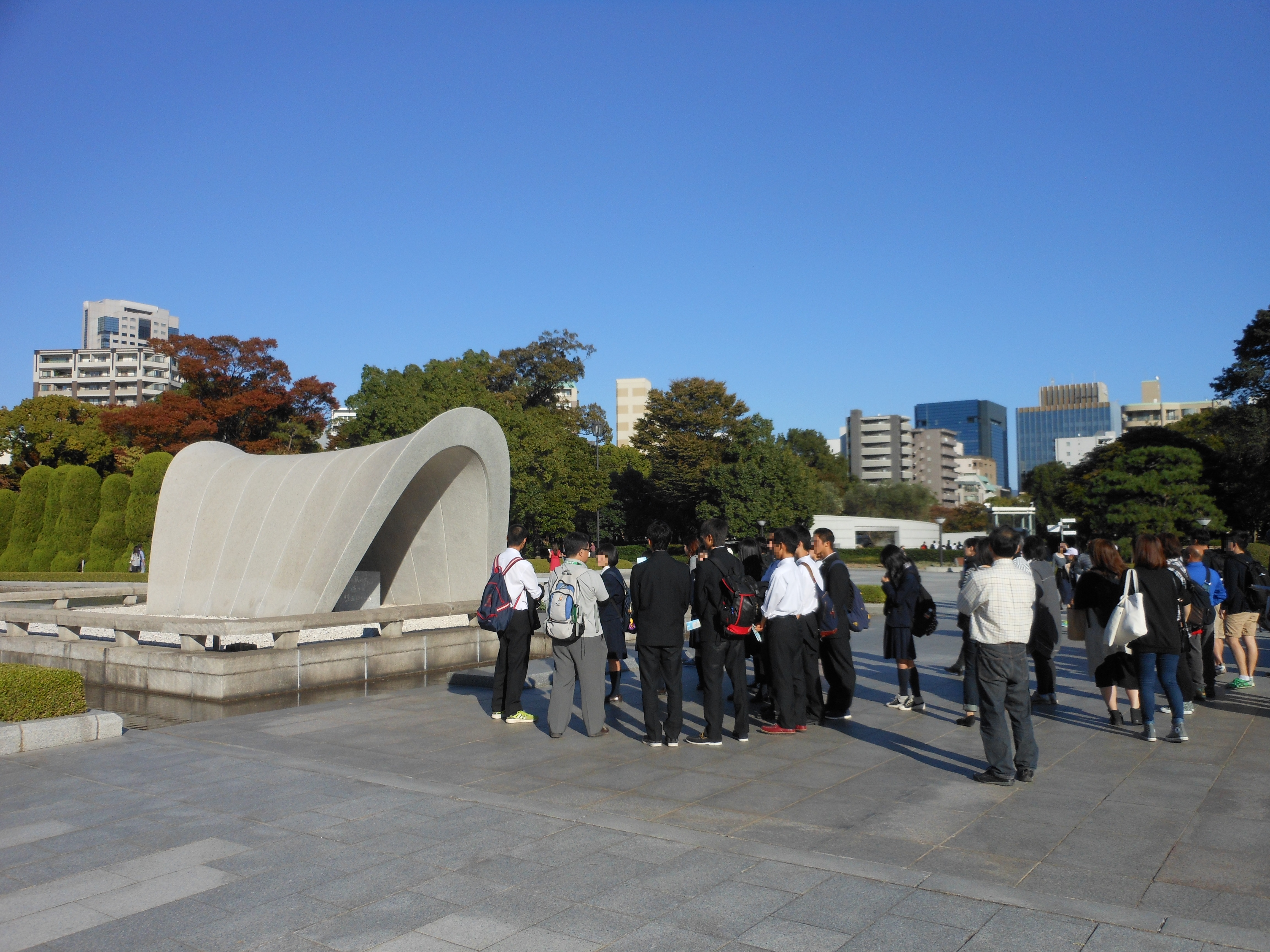
Passeio de alunos do Ensino médio ao Memorial da Paz de Hiroshima

Educação para a paz é um dos ramos dos estudos para a paz que tem por objetivo promover, no ambiente educacional, conhecimentos e habilidades que envolvam a solução pacífica de conflitos e a promoção de condutas que facilitem a paz positiva. Apesar da abordagem educacional, possui como foco a mudança de comportamentos, pelo que recebe influência da psicologia. Os educadores são orientados a buscar o diálogo e a compreensão em sala de aula, aplacando os efeitos da competitividade típica do sistema capitalista.
Apesar de se basear na declaração universal dos Direitos Humanos, a educação para a paz é estruturada em cada contexto local a depender das concepções de paz de cada região. Como exemplos, temos:
- a Austrália, onde o foco é enfrentar o etnocentrismo e o armamento nuclear;
- o Japão, que combate a violência histórica do país, o militarismo e o armamento nuclear;
- os Estados Unidos, em que as escolas abordam com mais ênfase o  preconceito racial, a violência e questões sobre o meio-ambiente;[4]

No ano 2000, milhões de pessoas ao redor do mundo assinaram o Manifesto 2000, que trata, em frases curtas, de princípios para a promoção da paz:
“Manifesto 2000”
- Respeitar a vida
- Rejeitar a violência
- Ser generoso
- Ouvir para compreender
- Preservar o planeta
- Redescobrir a solidariedade”

Em 2016, a Assembleia Geral das Nações Unidas aprovou a Declaração Sobre o Direito dos Povos à Paz, onde estabelece, em seu artigo quarto, o compromisso dos países em promover a cultura de paz.
Apesar do crescente interesse, a educação para a paz ainda enfrenta o problema da falta de mecanismos de avaliação periódica dos programas.